# Erik Chr. Haugaard
Erik Christian Haugaard (13. april 1923 på Frederiksberg - 4. juni 2009 Ballydehob, Country-Cork i Irland) var en danskfødt amerikansk forfatter, bedst kendt for børnebøger. Han var søn af cand. polyt., kemiker og opfinder Gotfred Haugaard (26.4 1894 - 1969) og hustru Karen f. Pedersen (24.6 1891 - 1972). Han var bror til Dan Haugaard.

## Biografi
Erik Christian Haugaard blev født på Frederiksberg. Han arbejdede ved landbruget til han kom til USA i marts 1940 ombord på S.S. Drottningholm. Han studerede litteratur på Black Mountain College i North Carolina 1941-1942. I 1943 meldte han sig til Royal Canadian Air Force, hvor han var maskingeværskytte med rang af sergent til 1945 . Hans krigstjeneste blev belønnet med Kong Christian X's Erindringsmedalje for Deltagelse i Krigen 1940-45,(Chr.X.Kr.E.M), 1946 .
Efter krigen studerede han på New School for Social Research i New York City. Haugaard giftede sig med Myrna Haugaard født Seid (1925 – 1981) i 1949, og de fik to børn Marco Haugaard og Mikka Haugaard. De boede rundt om i verden: Italien, Spanien, Grækenland, Israel og Danmark til de slog sig ned i Ballydehob i Country-Cork i Irland.
I 1957 udgav han digtsamlingen ”25 Poems” med træsnit af Arne Haugen Sørensen; (dansk 1957 ”Spanske Digte”). I 1958 modtog han "John Golden Fund Fellowship" for skuespillet “The Heroes” .
I 1963 udgav han sin første bog for børn og unge voksne, "Hakon of Rogen's Saga" (Dansk : "Håkon af Rogens Saga", 1964). Bogen blev godt modtaget af læsere og kritikere og blev af ”American Library Association” udnævnt til at være en bemærkelsesværdig bog . Haugaard fik Boston Globe-Horn Book Award i 1967 for "The Little Fishes" (Dansk : "De små Fisk", 1969) som årets bedste børnebog . Han modtog Jane Addams Childrens Book Award for samme bog  og 1970 modtog han Kulturministeriets Børnebogspris for bogen.
Hans litterære priser inkluderer anerkendelse for sin oversættelse fra 1978 af Hans Christian Andersen samlede eventyr og historier til engelsk.
I 1981 modtog han et stipendie fra ”Japan Foundation” som gjorde det muligt for ham at tilbringe et år i Kofu i Japan, hvor han samlede matriale til sin bog ”The Samurai's Tale”(1984) (Dansk ”Samuraiens søn” 1984). Under besøget traf han Masako Taira (? - 1996) som han i 1986 giftede sig med på Ringsted Rådhus. Sammen skrev de flere børnebøger. I 1996 blev hans bog "The Revenge of the Forty-Seven Samurai" af ”American Library Association” udnævnt til at være en bemærkelsesværdig bog .
Erik Christian Haugaard papirer findes på de Grummond Børnelitteratur samling på University of Southern Mississippi . Samlingen består af materiale modtaget fra Erik Haugaard og Houghton Mifflin mellem 1967 og 1984.
University of Minnesotas samling af Haugaards papirer indeholder manuskripter af ni titler offentliggjort mellem 1963 og 1995 .

## Priser og legater
- John Golden Fund Fellowship (1958)
- Statens Kunstfonds Arbejdslegat (1965)
- New York Herald Tribune Children's Spring Book Festival (1962, 1967)
- Boston Globe Hornbook Award (1967)
- The Bookweek Prize (1967)
- Jane Addams Award (1968)
- Danmarks Nationalbanks Jubilæumsfond (1969)
- Kulturministeriets Børnebogspris (1970)
- Chapelbrook fondet (1970)
- Jane Addams Honour Award (1981)
- Japan Foundation Fellowship (1981)
- The Phoenix Award (1988)
- Parent's Choice Story Book Award (1991)
- Statens Kunstfonds Rejselegat (1996)